# Dorsey Burnette
Dorsey Burnette, né le 28 décembre 1932 à Memphis et mort le 19 août 1979 à Canoga Park (Los Angeles) est un chanteur de rockabilly et de musique country. Il est le frère aîné de Johnny Burnette.

## Biographie
Dorsey Burnette, avec son frère Johnny Burnette et un ami Paul Burlison, forme le groupe The Rock and Roll Trio jusqu'à fin 1959. Il fait ensuite une carrière solo au début des années soixante. Dorsey signe alors avec Era qui publie Talk oak tree qui se classe n°23 dans les chartes aux États-Unis. En 1969, il est chez Liberty, puis termine sa vie comme chanteur de country & western pour Capitol. Au cours de sa carrière il écrira aussi 350 textes pour Rick Nelson, Jerry Lee Lewis, Waylon Jennings, Glenn Campbell, Stevie Wonder et d'autres.

## Discographie
Pour le Rock'n'Roll Trio voir Johnny Burnette.
| Année | Titre                                                             | Label                      | Position dans les charts US |
| ----- | ----------------------------------------------------------------- | -------------------------- | --------------------------- |
| 1956  | Let's Fall In Love / The Devil's Queen                            | Abbott Records             |                             |
| 1957  | Jungle Magic / At A Distance                                      | Abbott Records             |                             |
| 1957  | Bertha Lou / Til The law Says Stop                                | Surf Records               |                             |
| 1959  | You Came As A Miracle / Try                                       | Imperial Records           |                             |
| 1959  | Lonely Train / Misery                                             | Imperial Records           |                             |
| 1960  | Tall Oak Tree / Juarez Town                                       | Era Records                | #23                         |
| 1960  | Blues Stay Away from Me / Midnight Train (avec Johnny Burnette)   | Coral Records              |                             |
| 1960  | Hey Little One / Big Rock Candy Mountain                          | Era Records                | #48                         |
| 1960  | Way In The Middle of the Night / Your Love                        | Imperial Records           |                             |
| 1960  | Hey Little One / Big Rock Candy Mountain                          | London Records (UK)        |                             |
| 1960  | The Ghost of Billy Maloo / Red Roses                              | Era Records                |                             |
| 1960  | Lucy Darlin' / Black Roses                                        | Merri Records              |                             |
| 1960  | This Hotel / The River and the Mountain                           | Era Records                |                             |
| 1961  | Hard Rock Mine / Sin                                              | Era Records                |                             |
| 1961  | Great Shakin' Fever / That's Me Without You                       | Era Records                |                             |
| 1961  | Rainin' / A Full House                                            | Dot Records                |                             |
| 1961  | It's No Sin / Hard Rock Mine                                      | London Records (UK)        |                             |
| 1961  | Rainin' / A Full House                                            | London Records (UK)        |                             |
| 1961  | Feminine Touch / Sad Boy                                          | Dot Records                |                             |
| 1962  | Dying Amber / A Country Boy in The Army                           | Dot Records                |                             |
| 1962  | The Castle In The Sky / The Boys Kept Hangin' Around              | Reprise Records            |                             |
| 1962  | I'm Watin' For Ya Baby / Darling Jane                             | Reprise Records            |                             |
| 1963  | Foolish Pride / Four For Texas                                    | Reprise Records            |                             |
| 1963  | Hey Sue / It Don't Take Much                                      | Reprise Records            |                             |
| 1963  | Invisible Chains / Pebbles                                        | Reprise Records            |                             |
| 1963  | Circle Rock / House With a Tin Roof                               | Imperial Records           |                             |
| 1963  | Where's The Girl? / One of the Lucky                              | Reprise Records            |                             |
| 1963  | Foolish Pride / Four For Texas                                    | Reprise Records            |                             |
| 1964  | Little Acorn / Cold, As Usual                                     | Mel-O-Dy Records           |                             |
| 1964  | Jimmy Brown / Everbody's Angel                                    | Mel-O-Dy Records           |                             |
| 1964  | Long Long Time Ago / Ever Since The World Began                   | Mel-O-Dy Records           |                             |
| 1965  | Bertha Lou / Keep a-Knockin'                                      | Cee-Jam Records            |                             |
| 1965  | In The Morning / To Remember                                      | Mercury Records            |                             |
| 1965  | Wayward Wind / Suddenly, There's A Valley                         | Era Records                |                             |
| 1965  | Jimmy Brown / Everybody's Angel                                   | Tamila-Motown Records (UK) |                             |
| 1966  | Bertha Lou / Til The Law says Stop                                | Cee-Jam Records            |                             |
| 1966  | In The Morning / To Remember                                      | Smash Records              |                             |
| 1966  | If You Want To Love Somebody / Teach Me Little Children           | Smash Records              |                             |
| 1966  | Tall Oak Tree / I Just Can't Be Tamed                             | Smash Records              |                             |
| 1966  | Ain't That Just Fine / House That Jack Built                      | Hickory Records            |                             |
| 1967  | Rolling Restless Stone / Back To Nature                           | Lama Records               |                             |
| 1968  | I'll Wake Away / Soon You've Got To Make It Alone                 | Music Factory              |                             |
| 1969  | The Greatest Love / Thin Little Single Girl                       | Liberty Records            |                             |
| 1970  | To Be A Man / Fly Away and Hurry Home                             | Happy Tiger Records        |                             |
| 1970  | Call Me Lonesome / One Lamp Sun                                   | Happy Tiger Records        |                             |
| 1970  | Magnificent Sanctuary Band / Can't You See It Happening           | Condor Records             |                             |
| 1971  | New Orleans Woman / After The Long Ride Home                      | Capitol Records            |                             |
| 1971  | Children Of The Universe / Shelby County Penalty Farm             | Capitol Records            |                             |
| 1972  | In Spring / Same Old You Same Old Me                              | Capitol Records            |                             |
| 1972  | I Just Couldn't Let Her Walk Away / Church Bells                  | Capitol Records            |                             |
| 1972  | Lonely To Be Alone / Cry Mama                                     | Capitol Records            |                             |
| 1973  | I Let Another Good One Get Away / Take Your Weapons Lay Them Down | Capitol Records            |                             |
| 1973  | Keep Out Of My Dreams / Mama Mama                                 | Capitol Records            |                             |
| 1973  | Darling / Sweet Lovin' Woman                                      | Capitol Records            |                             |
| 1973  | Mr. Juke Box Sing A Lullaby / It Happens Everytime                | Capitol Records            |                             |
| 1974  | Bootleggers / Bob, A., The Playboys And Me                        | Capitol Records            |                             |
| 1974  | Daddy Loves You Honey / True Love Means Forgiving                 | Capitol Records            |                             |
| 1974  | Tangerine / What Ladies Can Do                                    | Capitol Records            |                             |
| 1975  | Molly / She's Feelin' Low                                         | Melodyland Records         |                             |
| 1975  | Lyin' In Her Arms Again / Doggone The Dogs                        | Melodyland Records         |                             |
| 1975  | Ain't No Heartbreak / I Dreamed I Saw                             | Melodyland Records         |                             |
| 1977  | Things I Treasured / One Morning                                  | Calliope Records           |                             |
| 1977  | Soon As I Touched Her / Dear Hearted Children                     | Calliope Records           |                             |
| 1980  | Here I Go Again / What Would It Profit Me                         | Elektra Records            |                             |
| 1980  | B.J.Kick-A-Beaux / What Would It Profit Me                        | Elektra Records            |                             |